# Barathrum
A Barathrum finn black/doom metal zenekar. 1990-ban alakult Kuopio városában, eredetileg "Darkfeast" néven.

## Tagok
- Demonos Sova – ének, összes hangszer
- Nuklear Tormentörr – basszusgitár
- Ruttokieli - basszusgitár
- Pete Vendetta - dob

Korábbi tagok
- Aki Hytönen – gitár (1990–1992) (lásd még: Demilich)
- Ilu – dob (1990–1992)
- Jetblack Roima (1990-1991, 2012-2016)
- Niko – gitár (1992)
- Neva – gitár (1992)
- Bloodbeast – gitár (1992)
- Necronom Dethstrike – dob (1992)
- Infernus – basszusgitár (1992–1996)
- Reaper Sklethnor – gitár (1993–1994)
- Destrukktorr – dob (1993–1994)
- Crowl – basszusgitár (1994–1994)
- Pimeä – dob (1995–1996)
- Sulphur – gitár (1996)
- Nattasett – dob (1998) (lásd még: Darkwoods My Betrothed)
- Warlord – gitár (1999)
- Somnium – gitár (1999–2001) (lásd még: Finntroll, Impaled Nazarene, Thy Serpent)
- Beast Dominator – dob (1999) (lásd még: Finntroll, Rapture, Shape of Despair)
- Trollhorn – billentyűk (2000–2001) (lásd még: Ensiferum, Finntroll, Moonsorrow)
- Anathemalignant – gitár (1997–1998, 2000–2004, 2007–2012)
- Pelcepoop - gitár (2000-2007)
- Abyssir – dob (2000–2007) (lásd még: Ensiferum, Sinergy, Waltari)
- G'Thaur – basszusgitár, ének (1996–2012) (lásd még: Arthemesia, Korpiklaani)
- Agathon – dob (2007–2010) (lásd még: Soulgrind, ex-Thy Serpent, Walhalla, Gloomy Grim)
- Avenger – dob (lásd még: Goatmoon, Dauntless) (2011–2012)

## Diszkográfia
- Hailstorm (1994)
- Eerie (1995)
- Infernal (1997)
- Legions of Perkele (1998)
- Saatana (1999)
- Okkult (2000)
- Venomous (2002)
- Anno Aspera – 2003 Years After Bastard's Birth (2005)
- Fanatiko (2017)

Koncert albumok
- Long Live Satan (2009)

EP-k, kislemezek
- Devilry (EP, 1997)
- Jetblack (EP, 1997)
- Black Flames and Blood (2002)
- Hellspawn (kislemez, 2017)

Demók
- From Black Flames to Witchcraft (1991)
- Witchmaster (1991)
- Battlecry (1992)
- Sanctissime Colere Satanas (1993)
- Sanctus Satanas (1993)
- Soaring Up from Hell (1993)